# メイクイーンノベル
メイクイーンノベル（메이퀸 노벨、May Queen Novel）は、韓国の鶴山文化社の企画単行本部が担当しているライトノベルレーベルの1つで、「Romance & Fantasy World」というキャッチコピーを掲げ、鶴山文化社の少女漫画レーベルであるメイクイーンコミックス（메이퀸 코믹스）と一緒に少女向けのライトノベルを扱っている。

## 作品リスト

### 刊行中
このリストは2009年3月11日までに刊行された作品を含みます。 
- 鏡のお城のミミ《거울성의 미미》 (1~4巻)
- 楽園の魔女たち《낙원의 마녀들》 (1~3巻) - 樹川さとみ作
- 緑のアルダ《녹색의 앨더》 (1~5巻) - 榎木洋子作
- 魔女の結婚《마녀의 결혼》 (1~5巻)
- 風の王国《바람의 왕국》 (1~13巻)
- 伯爵と妖精《백작과 요정》 (1~12巻)
- 少年陰陽師《소년 음양사》 (1~15巻)
- 王宮ロマンス革命《왕궁 로맨스 혁명》 (1~3巻)
- 流血女神伝《유혈여신전》 (1~5巻)
- 銀朱の花《은주빛 꽃》 (1~6巻) - 金蓮花作
- ちょーシリーズ《초시리즈》 (1~4巻)
- カレン坂高校 可憐放送部《카렌자카 고등학교 카렌 방송부》 (1~3巻)